# Collegio uninominale Campania 1 - 10
Il collegio elettorale uninominale Campania 1 - 10 è stato un collegio elettorale uninominale della Repubblica Italiana per l'elezione della Camera dei deputati tra il 2017 ed il 2022.

## Territorio
Come previsto dalla legge elettorale italiana del 2017, il collegio era stato definito tramite decreto legislativo all'interno della circoscrizione Campania 1.
Era formato dal territorio di 8 comuni: Cercola, Massa di Somma, Pollena Trocchia, Portici, San Giorgio a Cremano, San Sebastiano al Vesuvio, Sant'Anastasia e Somma Vesuviana.
Il collegio era quindi interamente compreso nella città metropolitana di Napoli.
Il collegio era parte del collegio plurinominale Campania 1 - 03.

## Eletti
| Elezione | Elezione | Deputato            | Partito               |
| -------- | -------- | ------------------- | --------------------- |
|          | 2018     | Gianfranco Di Sarno | Movimento 5 Stelle    |
|          | 2022     | Gianfranco Di Sarno | Insieme per il futuro |

## Dati elettorali

### XVIII legislatura
Come previsto dalla legge elettorale, 232 deputati erano eletti con sistema a maggioranza relativa in altrettanti collegi uninominali a turno unico.
| Candidati              | Candidati                     | Voti    | %     | Liste                           | Voti    | %     |
| ---------------------- | ----------------------------- | ------- | ----- | ------------------------------- | ------- | ----- |
|                        | Gianfranco Di Sarno ✔️ Eletto | 63 397  | 55,97 | Movimento 5 Stelle              | 63 397  | 55,97 |
|                        | Elisa Russo                   | 24 882  | 21,97 | Forza Italia                    | 18 558  | 16,38 |
| Lega                   | Elisa Russo                   | 24 882  | 21,97 | 2 666                           | 2,35    |       |
| Fratelli d'Italia      | Elisa Russo                   | 24 882  | 21,97 | 2 161                           | 1,91    |       |
| Noi con l'Italia - UDC | Elisa Russo                   | 24 882  | 21,97 | 1 497                           | 1,32    |       |
|                        | Francesco Emilio Borrelli     | 17 425  | 15,38 | Partito Democratico             | 14 471  | 12,78 |
| +Europa                | Francesco Emilio Borrelli     | 17 425  | 15,38 | 1 431                           | 1,26    |       |
| Italia Europa Insieme  | Francesco Emilio Borrelli     | 17 425  | 15,38 | 1 309                           | 1,16    |       |
| Civica Popolare        | Francesco Emilio Borrelli     | 17 425  | 15,38 | 214                             | 0,19    |       |
|                        | Massimo Micera                | 3 816   | 3,37  | Liberi e Uguali                 | 3 816   | 3,37  |
|                        | Mario Maddaloni               | 1 996   | 1,76  | Potere al Popolo!               | 1 996   | 1,76  |
|                        | Ilaria Cimmaruta              | 536     | 0,47  | Il Popolo della Famiglia        | 536     | 0,47  |
|                        | Adele Gargiulo                | 530     | 0,47  | CasaPound                       | 530     | 0,47  |
|                        | Sergio Anceschi               | 410     | 0,36  | Italia agli Italiani            | 410     | 0,36  |
|                        | Stefania D'Urso               | 162     | 0,14  | Per una Sinistra Rivoluzionaria | 162     | 0,14  |
|                        | Antonio Borrello              | 118     | 0,10  | PRI - ALA                       | 118     | 0,10  |
| Totale                 | Totale                        | 113 272 | 100   |                                 | 113 272 | 100   |
|                        |                               |         |       |                                 |         |       |
| Voti non validi        | Voti non validi               | 2 565   | 2,21  |                                 |         |       |
| Votanti                | Votanti                       | 115 837 | 69,40 |                                 |         |       |
| Elettori               | Elettori                      | 166 924 |       |                                 |         |       |